# Mario Gallasch
Mario Gallasch (* 1977 in Merseburg) ist ein deutscher Schauspieler.
Nach dem Diplom 2004 an der Hochschule für Schauspielkunst „Ernst Busch“ Berlin spielte er in Florian Aigners Kurzfilm Julia und ihre Brüder. 
Von November 2005 bis März 2006 spielte er als Hans Stallkamp eine Hauptrolle in der Telenovela Sophie – Braut wider Willen
2003 spielte er am Deutschen Theater in Berlin in Ulrich Matthes’ Inszenierung von Frühlings Erwachen und war außerdem 2004 als Benvolio in Kirsten Harms’ Inszenierung von Romeo und Julia am Staatstheater Dresden zu sehen.